# Riera de Castellet
La riera de Castellet, també dita riera del Gall és una riera del Bages afluent del riu Llobregat. Al llarg del seu curs travessa els termes municipals de Sant Salvador de Guardiola, Castellgalí i Sant Vicenç de Castellet.

## Recorregut

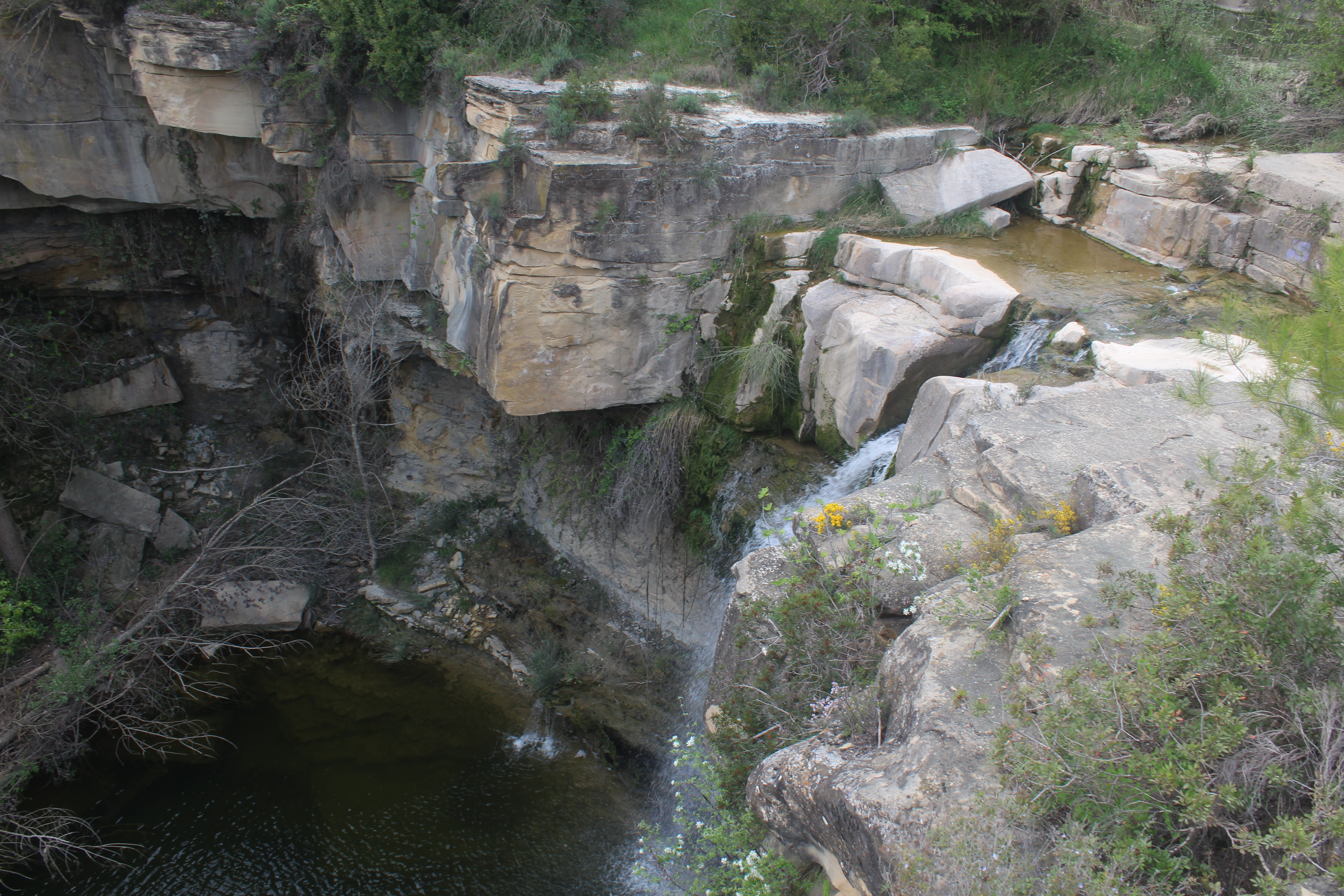
Imatge del balç de Balçamuller on l'aigua de la riera cau fins a 20 metres més avall.

El curs fluvial neix al vessant sud-est de Colldarboç al terme de Sant Salvador. Al cap d'uns 700m entra al terme de Castellgalí pel nord de la serra de Punxabudell, donant origen a la Vall d'Artigues. Al llarg d'aquesta vall voreja les masies de Cal Flequer i Casasaies i acaba rebent el seu principal afluent, el torrent de la Casa Nova des del nord. En aquest punt la riera vira al sud envoltant la masia del Gall fins a la pedrera de Balçamuller, on hi ha un balç i un salt d'aigua d'uns 20 metres d'alçada. Pocs centenars de metres més enllà el curs torna a anar cap a l'oest entrant al terme de Sant Vicenç vorejant diverses masies i passant pel nord de la urbanització del Clot del Tufau. Als peus del turó del Castellet fa un meandre, entra al polígon del Clot del Tufau i travessa el nucli urbà de la Farinera. Al tram final travessa la carretera C-55 per sota i desemboca al marge dret del Llobregat.

## Inundacions
Es tracta d'una riera propícia a inundar-se en el seu tram final. Amb les riuades del 2000 va ocasionar greus destrosses al barri de la Farinera amb diversos ferits i 1 mort. Això va provocar que s'efectuessin diverses actuacions en aquest entorn de la riera per tal de canalitzar l'aigua més efectivament. Malgrat tot l'ACA i els veïns denuncien que són incompletes i en reclamen més. Hi han hagut destrosses per inundacions també el 2017 i el 2023. En aquesta darrera la riera s'endugué un cotxe per davant.

## Afluents

### Terme de Castellgalí
- Torrent de Vilomara
- Torrent de la Casa Nova

### Terme de Sant Vicenç de Castellet
- Torrent de Cal Papa
- Torrent de Can Febrers